# يوليا غوشتشينا
يوليا ألكسندروفنا غوشتشينا (بالروسية: Ю́лия Александровна Гу́щина) هي عدائة مسافات قصيرة روسية ولدت في يوم 4 مارس 1983 في مدينة نوفوتشبوكسارسك في روسيا، أبرز إنجازاتها هو فوزها بالميدالية الذهبية في سباق 4×100 متر مع الفريق الروسي، كما فازت بالميدالية الفضية مع فريقها في سباق 4×400 متر في دورتي 2008 أيضاً وفي دورة لندن 2012 تمكنت مع الفريق منت تحقيق الميدالية الفضية، وفي بطولة العالم لألعاب القوى 2013 في موسكو تمكنت مع الفريق من تحقيق الميدالية الذهبية في سباق 4×400 متر، كما تمكنت مع الفريق الروسي من تحقيق الميدالية الذهبية في بطولة العالم لألعاب القوى داخل الصالات 2008 في فالنسيا وفي بطولة أوروبا لألعاب القوى 2006 في غوتنبرغ تمكنت من تحقيق الميدالية الفضية ويعد هذا أفضل إنجاز لها على المستوى الفردي.

## روابط خارجية
- يوليا غوشتشينا على موقع الاتحاد الدولي لألعاب القوى (الإنجليزية)
- يوليا غوشتشينا على موقع الدوري الماسي (الإنجليزية)
- يوليا غوشتشينا على موقع اللجنة الأولمبية الدولية (الإنجليزية)
- يوليا غوشتشينا على موقع أوليمبيديا (الإنجليزية)